# لارنس سی. فیپس
لارنس سی. فیپس (به انگلیسی: Lawrence C. Phipps) سناتور سابق عضو حزب جمهوری‌خواه ایالات متحده آمریکا بود. وی در سال ۱۹۱۹ تا ۱۹۳۱ میلادی سناتور ایالت کلرادو در سنای ایالات متحده آمریکا بود.